# تگوکی
تگوکی (انگلیسی: Taegukgi: The Brotherhood of War؛ کره‌ای: 태극기 휘날리며) فیلم جنگی محصول سال ۲۰۰۴ کره جنوبی به کارگردانی کانگ جی گیو است. در این فیلم جانگ دونگ گون و وون بین ایفای نقش کردند و داستان دو برادر را روایت می‌کند که در آغاز جنگ کره به زور به ارتش کره جنوبی فراخوانده می شوند.